# Anios
Pour les articles homonymes, voir Anios (homonymie).

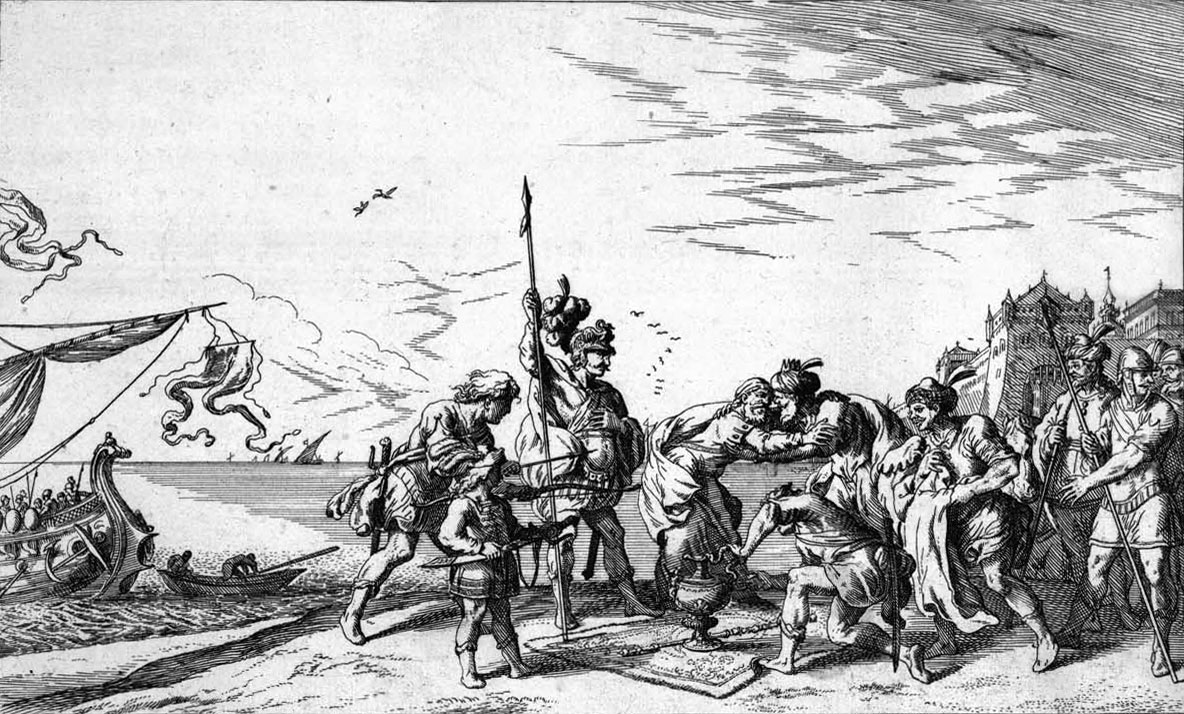
Johann Wilhelm Baur, Énée et Anius

Dans la mythologie grecque, Anios ou Anius (en grec ancien Ἄνιος) est un roi de l'île de Délos, qui règne du temps de la guerre de Troie. Il est fils (et prêtre) d'Apollon et de la nymphe Rhéo.

## Mythe

### Naissance et jeunesse
Anios est né soit sur l'île de Délos, consacrée à son père Apollon, soit en Eubée, après que la boîte dans laquelle sa mère avait été enfermée par Staphylos quand il avait découvert qu'elle attendait un enfant eut échoué là. Rhoéo épousa ensuite Zarex, qui devint en conséquence le père légal d'Anios. Apollon enseigna l'art de la divination à Anios qui devint prêtre,.

### Les Œnotropes et leurs frères
Anios eut trois filles : Œno, Spermo et Élaïs, nommées les Œnotropes (Οἰνοτρόπους / Oinotropous, « Vigneronnes »), et trois fils, Andros, Myconos et Thasos. Leur mère était Dorippé, une Thrace qu'Anios avait échangée contre un cheval à des pirates qui l'avaient enlevée. Dionysos donna aux trois filles le pouvoir de changer ce qu'elles voulaient respectivement en vin, en blé et en huile. Quand les Achéens abordèrent à Délos dans leur périple pour Troie, Anios prophétisa que la guerre ne serait pas gagnée avant la dixième année et il insista pour que les guerriers restent en Grèce les neuf premières années, promettant que ses filles leur fourniraient la nourriture suffisante durant cette période. Quand Agamemnon entendit cela, il voulut emporter les Œnotropes avec lui. Elles se plaignirent auprès de Dionysos qui les changea en colombes. Selon Ovide, elles avaient auparavant réussi à s'échapper.
Des trois fils, Andros et Myconos donnèrent leurs noms aux îles éponymes. Quant à Thasos, il fut dévoré par des chiens et dès lors, il fut interdit d'avoir des chiens à Délos,.

### Anios et Énée
Plus tard, Anios donna l'hospitalité à Énée et à ses hommes fuyant,. Selon une version mineure, Énée épousa Lavinia (ou Launa), une fille d'Anios, qui, comme son père, avait le don de prophétie ; et du mariage naquit un fils nommé Anios comme son grand-père,.